# يحيى علوي فرد
يحيى علوي فرد (بالفارسية: یحیی علوی فرد) (1973م بجنورد - الآن) هو شاعر ومؤلف وصحفي إيراني. حاصل على بكالوريوس علم النفس من (مؤسسة الإمام الخميني للتعليم والأبحاث) عام 2003م، كما أنه حاصل على ماجستير في اللغة الفارسية وآدابها من جامعة قم عام 2010م، كما أنه أكمل مرحلة السطوح العالية في الحوزة العلمية في قم عام 2005م. وهو عضو في نقابة كتاب أدب الطفل، ونقابة قلم الحوزة.

## خبرات صحفية
- التأليف والشعر في مجلات الصغار والناشئة في إيران منذ عام 1997
- رئيس تحرير مجلة (قاصدك) الشهرية التابعة لمركز البحوث الإسلامية في الإذاعة والتلفزيون من عام 2002-2006
- مصحح نص في مجلة (سلام بجه ها) إصدار مكتب الاعلام الإسلامي من عام 2004 – 2009
- مدير قسم الشعر في مجلة (انتظار نوجوان) الشهرية إصدار مؤسسة (آينده روشن) من عام 2006
- مدير تحرير مجلة (مليكا) الشهرية التابعة للمؤسسة السابقة من عام 2008
- مدير قسم الشعر في مجلة (باران) إصدار مديرية الأوقاف والامور الخيرية منذ عام 2009

## الجوائز
- المرتبة الأولى في المهرجان الخامس لمطبوعات الأطفال والناشئة سنة 2001
- المرتبة الثانية في المهرجان الأول لطلبة (شاهد) سنة 2002
- مرشح في المهرجان السادس لمطبوعات الأطفال والناشئة سنة 2003
- الكاتب الممتاز في قسم الكتابة للاطفال التابع للإذاعة والتلفزيون سنة 2004
- المرتبة الأولى في قسم شعر الأطفال في مهرجان الفن السماوي الثاني (طلبة إيران) سنة 2009
- شهادة شكر في الدورة السادسة لكتاب الفصل سنة 2009
- الأول في مهرجان شعر الفجر الثالث في محافظة قم سنة 2009
- شهادة شكر في مهرجان المنجي الأخير سنة 2009
- المرتبة الأولى –قسم الشعر - في مهرجان الربيع الوطني سنة 2009
- حكم في المهرجان العالمي الثاني الذي اقامته مؤسسة (آينده روشن) سنة 2009
- المرتبة الثانية في مهرجان الثقلين الوطني الثاني سنة 2009
- المرتبة الأولى في قسم الشعر لمهرجان كتاب الانترنيت العاشورائيين سنة 2010

## خبرات تدريس
- شعر واناشيد الطلاب – جامعة قم - سنة 2004
- الجمال في كتابة الشعر – نقابة ادباء شاهد في قم – 2000 إلى 2004
- علم الجمال في الشعر والأدب – مؤسسة الامام الخميني للتعليم والأبحاث – سنة 2003
- علم نفس الأطفال والناشئة – مؤسسة الاعلام الإسلامي – سنة 2005
- ادب الطفل –مركز تربية المربی للطفل والناشئة منذ سنة 2003

## خبرات إدارة
- مدير نقابة ادباء شاهد في محافظة قم – 2000 إلى 2004
- مدير نقابة ادباء مؤسسة الامام الخميني سنة 2003
- مدير قسم شعر الأطفال واليافعين في المهرجان العالمي الثاني لمؤسسة (آينده روشن) سنة 2009

## المؤلفات
- الفصول جميلة –شعر أطفال – منشورات سايا – 2006
- الربيع الابدي – شعر للناشئة – بستان كتاب – 2009
- هذا هو الإبداع –شعر للناشئة – آينده روشن – 2009
- تعال انظر – شعر للناشئة - عموعلوی - 2010
- مدینه الطیور – شعر أطفال - عموعلوی - 2010
- المتجولون – شعر للناشئة - عموعلوی - 2010
- محمد سیعود – شعر للناشئة - زائر - 2010
- لیت الحرب موجود دائما – شعر للناشئة - قسم الدفاع الوطنی - 2010
- یوما خطافا – شعر للناشئه – بستان کتاب – 2011
- مثل اللعبة – شعر للناشئه – بستان کتاب - 2011

## المنابع والاتصال الی الخارج
- العلماء
- المشاهیر
- الشعراء
- موقعه علی الإنترنت بالعربیة
- کتبه
- خلیلیان، مهدی. نسلی در طلوع صبح: حوزه هنری استان قم،1385،ISBN - 9640694177، adinebook .
- پوروهاب، محمود.کجاست رد پای تو: بوستان کتاب، 1388، ISBN - 9789640903247،adinebook .